# 熊谷蓮心
熊谷 蓮心（くまがい れんしん、 天明3年11月10日（1783年12月3日）  - 安政6年9月6日（1859年10月1日））は、江戸時代後期の商人・社会事業家。名は直恭（なおやす）。
現代まで続く筆墨業を扱う京都鳩居堂の4代目当主。家業のかたわら、相次ぐ飢饉や疫病に心を痛め、文政12年（1829年）以来、「麦飯のすすめ草」「飢饉用心書」「食物用心書」「飢饉せざる心得」などを頒布、天保の大飢饉に際しては京都三条の賀茂川河岸にお救い小屋を立てて援護活動にあたった。嘉永2年（1849年）には京都で種痘を実施するなど、コレラ対策の重要性を説いていたが、安政の大流行で援護活動中に自らも罹患して命を落とした。